# Bandad långstjärtsgök
Bandad långstjärtsgök (Cercococcyx montanus) är en fågel i familjen gökar inom ordningen gökfåglar.

## Utbredning och systematik
Bandad långstjärtsgök delas in i två distinkta underarter:
- C. m. montanus: förekommer i bergsskogar i sydvästra Uganda, östra Kongo-Kinshasa och Rwanda.
- C. m. patulus: förekommer i bergsskogar från Kenya till södra Kongo-Kinshasa, Zambia och Moçambique.

## Status
IUCN kategoriserar arten som livskraftig.